# Râul Mușuroaiele
Râul Mușuroaiele este un râu afluent al Râului Tàrgului.